# Ajvan
Ajvan (perz. ایوان) je portal u obliku nadsvođene prostorije čiji je jedan zid potpuno otvoren. Jedan je od glavnih obilježja iranske arhitekture od starovjekovnih prijemnih dvorana carskih palača do kasnijih islamskih džamija, a u kombinaciji s dvama minaretima često obilježava portal odnosno posebno naglašen ulaz. Bogato je ukrašen kaligrafskim natpisima u trakama, pocaklenim pločicama i geometrijskim ornamentima. Ajavni su čest arhitektonski element i kod medresa, bazara, karavan-saraja, mauzoleja i obiteljskih kuća.

## Etimologija i terminologija
Etimološko podrijetlo ajvana je perzijsko, kasnije je usvojeno u arapskom kao īvān ili līvān, a tijekom srednjeg i novog vijeka proširilo se i među ostalim jezicima svijeta. U srednjovjekovnim perzijskim i arapskim tekstovima ajvan uglavnom podrazumijeva palaču ili njen glavni dio. Prošireno značenje ajvana također podrazumijeva najvažniji ili službeni dio bilo kakve vrste zgrade. Uvriježeno je da riječ izravno potječe od apadane (nezaštićena; otvorena; neutvrđena), prijemnog trijema karakterističnog za velebne ahemenidske palače iz sredine 1. tisućljeća pr. Kr. poput Perzepolisa. U oblikovnom smislu, ahemenidsku apadanu za razliku od stereotomskog partskog ili sasanidskog ajvana karakterizira tektonska struktura bez svoda, no određeni ajvani s ravnim krovovima i stupovima ponovo će se pojaviti tijekom safavidskog (npr. Golestanska palača) i kadžarskog razdoblja (npr. Čehel Sotun). Poistovjećivanje ajvana s jednostrano otvorenom nasvođenom prostorijom uglavnom proizlazi zahvaljujući Ajvan-e Kesri, sasanidskoj palači u Ktezifontu. Međutim, uz ajvan se za ovu građevinu koristi i sinonim tak koji se više odnosi na oblik nego na funkciju. Daljnja upotreba naziva ajvan vrlo se rijetko odnosi na oblik; npr. ajvanom se tijekom abasidskog razdoblja (8. – 13. st.) nazivalo prijemnu dvoranu, a za vrijeme vladavine Muzafarida (14. st.) označavao je i određene četverokatnice. Također, u Firdusijevoj Šahnami iz oko 1000. godine ajvan se kao naziv gotovo isključivo koristi za palače ili prijemne dvorane. Natpis u istočnoj dvorani isfahanske Saborne džamije iz 1360-ih godina spominje „visoki ajvan”, ali s obzirom na kontekst nije moguće utvrditi radi li se o svodu ili čitavoj građevini. Osim toga, ovu je građevinu opisao književnik Ali-Šir Navai spomenuvši „ajvane s brojnim stupovima” što jasno isključuje nadsvođenu dvoranu. Samo pročelje ajvana inače se naziva pištak, što je perzijski izraz za otvor na zidu građevine. Ipak, bez obzira na povijesni razvoj konstrukcije i terminologije, u arhitektonskoj nomenklaturi ajvan označava svaku nadsvođenu prostoriju s jednim otvorenim zidom.

## Stari vijek
| Ajvan Ardaširove palače u Firuzabadu (3. st.) |  | [[Slika:\|200px\|Ajvan Ardaširove palače u Firuzabadu (3. st.)]] |
| Ajvan Ardaširove palače u Firuzabadu (3. st.) |  | Hozrojev ajvan (Tak-e Kesra) u Ktezifontu (6. st.)               |

Najstariji poznati ajvani datiraju se u partsko razdoblje (247. pr. Kr.−226.) i pronađeni su u Mezopotamiji. Samostalni ajvani u Hatri iz 2. stoljeća smatrani su revolucionarnim arhitektonskim primjercima, no arheološka istraživanja E. J. Kealla pokazala su da je i tijekom 1. stoljeća postojao niz hramova, palača i kuća sa sličnim manjim konstrukcijama. Ajvani su se kod njih pojavljivali na tri različita načina: kao samostalne strukture, kao dvostruki simetrični odnosno nasuprotni, te kao četiri elementa položena oko pravokutnog dvorišta. Određeni povjesničari umjetnosti pokušali su pronaći neiransko podrijetlo ajvana povezujući ga sa starijim mezopotamskim lukovima ili pripisujući mu helenističke utjecaje, ali takve se hipoteze danas ne smatraju vjerodostojnima. Usprkos tome što se pouzdano zna da se najstarije nadsvođene konstrukcije ovog tipa pojavljuju u partskom razdoblju, zbog oskudnosti arheoloških nalazišta i dalje nije moguće sa sigurnošću utvrditi jesu li prvotno građene u Mezopotamiji ili na Iranskoj visoravni. Naime, jedini ajvan iz 1. stoljeća pronađen istočnije jest Kuh-e Hadže u Sistanu, dok u partskoj Nisi na sjeveroistoku unatoč veličanstvenim kupolama ajvani nisu pronađeni. Od sredine 3. stoljeća nadalje, ajvani su postali arhitektonskim simbolima Sasanidskog Perzijskog Carstva. Ogledni primjeri iz ovog razdoblja su ajvani Ardaširove palače u Firuzabadu iz 3. stoljeća odnosno golemi Hozrojev ajvan (Tak-e Kesra) u Ktezifontu iz 6. stoljeća. Potonji je imao svod visine 37 m, dužine 50 m, te raspona 26 m i najveća je takva konstrukcija starog vijeka. Drevni iranski ajvani imali su funkciju ceremonijalne dvorane palače odnosno bili su mjestom službenih carskih pojavljivanja, sastanaka i krunidbi. Prilikom takvih događaja otvor ajvana početno bi bio zaklonjen velebnim zastorom, a njegovo micanje odnosno otkrivanje prijestolja pred okupljenim masama označilo bi početak carske svečanosti.

## Islamsko razdoblje
Ajvani su se nastavili koristiti i graditi tijekom islamskog razdoblja, a koncept starovjekovne carske palače s nadsvođenom dvoranom i nadovezanom kupolom prenio se na džamije. Funkcija islamskog ajvana ovisila je o okolnostima i arhitektonskom razvoju same konstrukcije. Primjerice, veliki ajvan Tak-e Kesra u Ktezifontu prenamijenjen je u islamsku molitvenu dvoranu, dok su se podno ajvana u Bagdadu i Marvu odvijale kalifske ceremonije nalik onim sasanidskim. Daljnji razvoj ajvana kao sastavnog dijela arhitektonske cjeline rezultirao je pojavom četiriju individualnih žarišta raspoređenih na osima tradicionalnog perzijskog vrta (npr. Nakš-e Džahan). Koncept četiri ajvana u unutrašnjem dvorištu javlja se i kod obiteljskih kuća, osobito u Horasanu i Sistanu. Funkcija ovog koncepta s četiri ajvana teško je objašnjiva i dan danas odnosno tumači se isključivo estetskim razlozima. Bakranov mauzolej kraj Isfahana i džamija u farskom Nejrizu neki su od rijetkih primjera gdje se ajvan pojavljuje samostalno. Alternativno, ajvan se pojavljuje i kao pročelje monumentalnog carskog prijestolja. Tijekom islamskog razdoblja ajvani su se iz Irana proširili i prema Siriji, Egiptu i Anatoliji, iako nisu postali uobičajenim elementom arapske ili osmanlijske arhitekture. S druge strane, ajvani su uvelike korišteni na istoku odnosno u indijskom Mogulskom Carstvu (npr. Humajunova grobnica ili Tadž Mahal).
- Ajvan isfahanske Imamove džamije, jedan od četiri oko Nakš-e Džahana
- Tri ajvana s pripadajućim medresama u Samarkandu
- Ajvani na pročeljima Taj Mahala u Agri
- Tektonski ajvan Golestanske palače u Teheranu
- Ajvan Amerijske obiteljske kuće u Kašanu

## Poveznice
- Iranska arhitektura

## Vanjske poveznice
Ostali projekti
|  | Zajednički poslužitelj ima još gradiva o temi Ajvan |